# سیسیل
سیسیل (به ایتالیایی: Sicilia) نام بزرگ‌ترین جزیره در دریای مدیترانه است که یک ناحیه خودمختار از کشور ایتالیا را تشکیل می‌دهد. سیسیل پنج میلیون نفر جمعیت و ۲۵٬۷۲۱ کیلومتر مربع مساحت دارد. مرکز سیسیل شهر پالرمو است.
سیسیل در بخش مرکزی دریای مدیترانه و در جنوب شبه‌جزیره ایتالیا واقع شده و تنگه باریکی به نام تنگه مسینا آن را از شبه‌جزیره ایتالیا جدا می‌کند. معروف‌ترین شناسه جغرافیایی سیسیل کوه اتنا است. این کوه بلندترین آتشفشان فعال در اروپا است.
این جزیرهٔ بزرگ و حاصلخیز جنوب ایتالیا در حدود یک‌ونیم قرن تا ۱۰۹۱ میلادی در تصرف اعراب بود و، به‌همین جهت، پس از اسپانیا (اندلس اسلامی) مهم‌ترین مرکز نشر معارف اسلامی در اروپا بود.
سیسیل دارای ۲۵۴۲۶ کیلومتر مربع و با محاسبه جزایر کوچک و جنبی آن، حدود ۲۵۷۰۸ کیلومترمربع وسعت و دارای پنج میلیون و هفتاد و هفت هزار نفر جمعیت می‌باشد. جزیره سیسیل به وسیله آبراه مسینا از خشکی جداشده، قسمت اعظم آن را کوه و نوار باریک ساحلی تشکیل می‌دهد. بلندترین کوه آن ۳۳۵۰ متر از سطح دریا و آتشفشان فعال اتنا نیز در قله آن قرار دارد.
عربی‌شده نام سیسیل، صقلیه است که از نام یونانی آن سیکلی گرفته شده است.
سواحل جزیره سیسیل به مرکز امید و آرزوی مهاجرانی تبدیل شده که برای فرار از جنگ و وضعیت دشوار سیاسی خاورمیانه راه دریا را پیش می‌گیرند. این در حالی است که شرایط نابسامان آب و هوایی دریای مدیترانه، گاه و بیگاه باعث قربانی شدن این مهاجران می‌شود.

## تاریخ سیسیل
قدیمی‌ترین اقوام ساکن در این جزیره، سیکانر ها* بودند که توسط مهاجرین سیکولرها* که بخشی از ایتالی کرها* بودند، به غرب رانده شدند. این جزیره به استعمار فنیقیها درآمده و از اواسط قرن هشتم ق.م. یونانیها به این جزیره مهاجرت نموده و با ساختن شهرهای ناکسوس- مسینا- کاتانیا- سیراکوس- گلا- آگریگنت و چندی دیگر، سیسیل را به مرکز فرهنگ و تمدن یونانی در غرب مبدل ساختند. (گفتنی است مستعمرات یونانی در ایتالیا را مگنا گراسیا یا «یونان بزرگ» می‌نامیدند) بخش غربی جزیره و شهر پالرمو تحت تسلط کارتاژها قرار داشت که این خود دلیلی بر کشمکش‌های آتی این سرزمین بود. پس از جنگ پونی*سیسیل به تصرف رومیها درآمده و نام «انبار غله ایتالیا» بدان تعلق گرفت. دوران تسلط اقوام مختلف بر جزیره سیسیل را می‌توان به صورت زیر خلاصه کرد:
- ۴۴۴ حمله واندال‌ها.
- ۴۹۸ حمله گوت‌های شرق.
- ۵۳۵ حمله بیزانس.
- ۸۲۷ حمله اعراب.
- ۱۰۶۱-۱۰۹۱ حمله نورمانها تحت رهبری راجر اول که بدین وسیله تبدیل به بخشی از قلمرو پادشاهی ناپل شد.
- ۱۱۹۴ به مالکیت اشتاوفر درآمد.
- ۱۲۶۸ در تصرف کارل آنژو دوم بود.
- ۱۲۸۲ پس از اعتراض سرتاسری مردم سیسیل، این جزیره به دست پیتر سوم پادشاه آرگونی افتاد.
- ۱۴۴۲ آلفونس پنجم پادشاه آرگونی پس از تصرف ناپل، پادشاهی سابق را مجدداً برقرار کرد.
- ۱۷۱۳ سیسیل به تصرف ساوویها درآمد.
- ۱۷۲۰ تحت سلطه هابزبورگرهای اطریش قرار گرفت.
- ۱۷۳۵ به دست بوربون‌های اسپانیا افتاد.
- ۱۸۰۶-۱۸۱۵ در دست فرانسویها بود و آن‌ها از فردیناند سوم حمایت کردند تا در این جزیره حکومت کند.
- ۱۸۱۵ سیسیل و ناپل مجدداً متحد شده و از ۱۸۱۶ به نام پادشاهی دو سیسیل بر آن حکومت کردند.
- ۱۸۲۰-۱۸۲۱ و ۱۸۴۸-۱۸۴۹ مردم سیسیل دست به یک انقلاب لیبرالی جهت دریافت حقوق ویژه حکومتی - سیاسی زدند که ناکام ماند.
- ۱۸۶۰ جوزپه گاریبالدی با چریکهای تحت فرماندهی خود به جزیره سیسیل حمله کرد و به سلطه بوربون‌ها خاتمه داد.
- ۱۸۶۱ جزیره سیسیل قسمتی از پادشاهی ایتالیا محسوب شد.
- ۱۸۹۳-۱۸۹۴ دهقانان تظاهرات سنگینی علیه دولت به راه انداختند.

جوزپه گاریبالدی از قهرمانان ملی ایتالیا، زاده نیس بود و آن را بخشی از ایتالیا می‌دانست. دعوا بر سر نیس میان او و کاوور را برهم زد و برای همین گاریبالدی جبهه خود را تغییر داد. او به جزیره کاپررا بازگشت و با مبارزات پیگیر خود توانست سیسیل و ناپل را از زیر سیطره بیگانگان آزاد کند. گاریبالدی به همراه هزار تن از سرخ‌جامگان به سیسیل لشکر کشید و با جلب همراهی ناوگان انگلیس، بدون دادن تلفات در کرانه‌های سیسیل مستقر شد. آنجا بود که خطاب به یارانش گفت: «ما در اینجا یا ایتالیا را زنده می‌کنیم یا خودمان می‌میریم.»
در جنگ جهانی دوم، سپاه متحد آمریکا و انگلیس در دهم ژوئیه ۱۹۴۳، به جزیره سیسیل در جنوب ایتالیا حمله کرد و پس از تصرف این جزیره، به خاک اصلی ایتالیا به‌عنوان متحد اصلی آلمان در اروپا هجوم آوردند.

## جغرافیا
سیسیل شکلی تقریباً سه‌گوش دارد که نام «تریناکریا» (زن سه‌پا) را برایش به ارمغان آورده است.
سیسیل در شمال شرقی، توسط تنگه مسینا از کالابریا و بقیه سرزمین اصلی ایتالیا جدا می‌شود. عرض این تنگه در شمال حدود ۳ کیلومتر، و در بخش جنوبی به حدود ۱۶ کیلومتر می‌رسد. طول سواحل شمالی و جنوبی در یک خط مستقیم حدود ۲۸۰ کیلومتر، و طول ساحل شرقی نیز در حدود ۱۸۰ کیلومتر است. طبق پارادوکس خط ساحلی کل طول ساحل ۱۴۸۴ کیلومتر است. مساحت کل جزیره ۲۵۷۱۱ کیلومتر مربع است، در حالی‌که بخش اداری خودمختار سیسیل (که شامل جزایر کوچک‌تر اطراف است) مساحتی برابر ۲۷۷۰۸ کیلومتر مربع دارد.
فضای داخلی سیسیل عمدتاً تپه‌ای است و در هر جایی که امکان‌پذیر باشد کشت می‌شود. در امتداد ساحل شمالی، رشته‌کوه‌های مادونی با ارتفاع ۲۰۰۰ متر، نبرودی با ارتفاع ۱۸۰۰ متر، و پلوریتانی با ارتفاع ۱۳۰۰ متر امتداد کوهستان آپنینی واقع در سرزمین اصلی هستند. مخروط کوه اتنا بر ساحل شرقی تسلط دارد. در جنوب شرقی کوهستان ایبلئی واقع است که ۱۰۰۰ متر ارتفاع دارند. معادن مناطق انا و کالتانیستا تا دهه ۱۹۵۰ بخشی از یک منطقه برجسته تولید گوگرد بودند، اما پس‌از آن رو به افول گذاشتند.
سیسیل و جزایر کوچک اطراف آن دارای چندین آتشفشان بسیار فعال هستند. این به دلیل موقعیت جغرافیایی جزیره است که در لبه شمالی صفحه آفریقا قرار دارد. کوه اتنا بزرگ‌ترین آتشفشان فعال در اروپا است و با فوران‌های مکرر خود خاکستر سیاه در سراسر جزیره پخش می‌کند. ارتفاع آن ۳۳۲۹ متر است، البته این ارتفاع با فوران قله تغییر می‌کند. ارتفاع این کوه اکنون ۲۱ متر کمتر از سال ۱۹۸۱ است. اتنا، مرتفع‌ترین کوه ایتالیا در جنوب آلپ است. اتنا با محیطی به وسعت ۱۴۰ کیلومتر مربع، منطقه ای به مساحت ۱۱۹۰ کیلومتر مربع را دربر می‌گیرد. این ویژگی، آن را به بزرگ‌ترین آتشفشان‌های فعال ایتالیا تبدیل می‌کند. ارتفاع آن تقریباً دو و نیم برابر وزوو است که دومین آتشفشان بزرگ ایتالیا محسوب می‌شود. در اسطوره‌شناسی یونانی، هیولای مرگبار تایفون توسط زئوس، خدای آسمان، در زیر این کوه به دام افتاده بود. کوه اتنا به عنوان نماد فرهنگی سیسیل محسوب می‌شود.

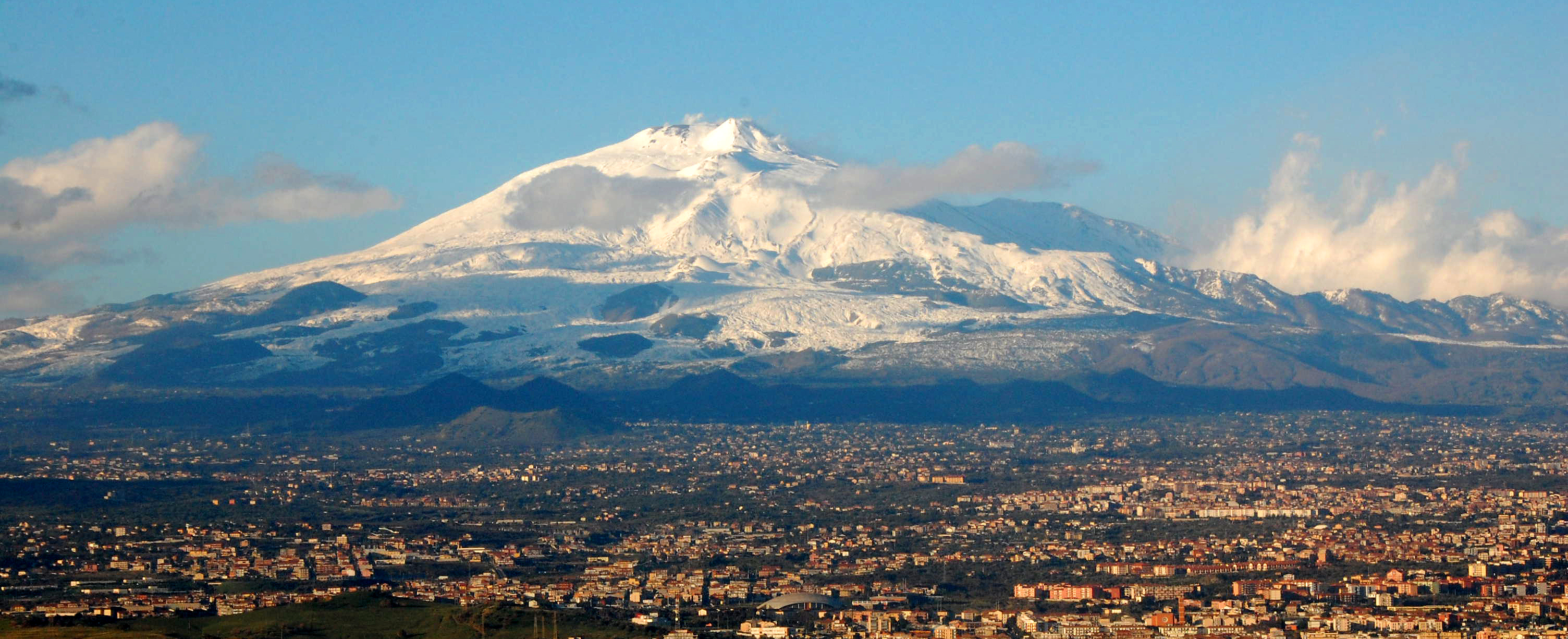
کوه اتنا بر فراز حومه شهر کاتانیا.

جزایر آیولین در دریای تیرنی، در شمال شرقی سیسیل، یک مجموعه آتشفشانی را تشکیل می‌دهند. سه کوه آتشفشانی وولکانو، استرومبولی و لیپاری نیز فعال هستند، هرچند لیپاری معمولاً غیرفعال است. در سواحل جنوبی سیسیل، آتشفشان زیرآبی جزیره گراهام که بخشی از آتشفشان امپدوکلس است، آخرین بار در سال ۱۸۳۱ فوران کرد. این جزیره بین سواحل آگریجنتو و جزیره پانتلریا (که خود یک آتشفشان خاموش است) واقع شده است.
از نظر جغرافیایی، مجمع الجزایر مالت که جزایری هستند که مالت بر روی آنها بنا شده، بخشی از سیسیل محسوب می‌شود. بخش اداری خودمختار سیسیل همچنین شامل چندین جزیره همسایه است: جزایر اگادی، جزایر ایولین، پانتلریا و لامپدوسا.

### رودخانه‌ها

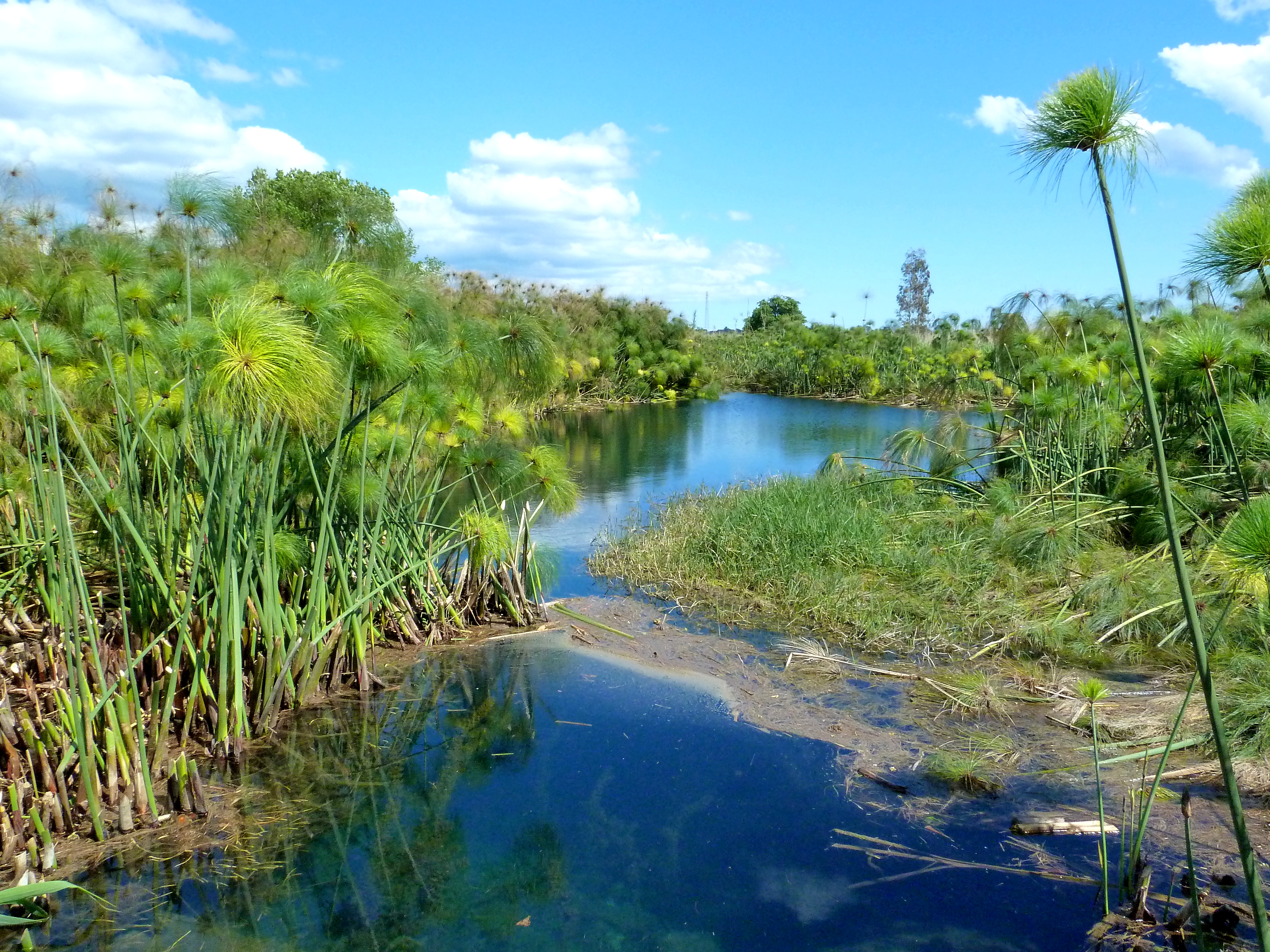
نمای رودخانه چیانه

چندین رودخانه جزیره را زهکشی می‌کنند که بیشتر آنها از منطقه مرکزی عبور می‌کنند و در جنوب جزیره به دریا می‌ریزند. رودخانه سالسو از بخش‌هایی از انا و کالتانیستا عبور می‌کند و قبل از ورود به دریای مدیترانه در بندر لیکاتا به دریا می‌ریزد. در شرق، رودخانه آلکانتارا از استان مسینا عبور می‌کند و در جیاردینی ناکسوس به دریا می‌ریزد، و رودخانه سیمتو که به دریای یونان در جنوب کاتانیا می‌ریزد. سایر رودخانه‌های مهم جزیره رودخانه بِلِچِه و رودخانه پلاتانی در جنوب غربی هستند.

## آب و هوا
سیسیل غالباً دارای آب و هوای مدیترانه‌ای با زمستان‌های معتدل و مرطوب و تابستان‌های گرم و خشک با فصول میانی متغیر است. در سواحل، به ویژه در جنوب غربی، آب و هوا تحت تأثیر جریان‌های آفریقایی است و ممکن است تابستان‌ها داغ باشد.
بارش برف بالای ۹۰۰ متر رخ می‌دهد، اما در تپه‌ها هم احتمال بارش برف وجود دارد. کوه‌های داخلی، به‌ویژه نِبرودی، مادونی و اتنا، از آب و هوای کوهستانی با بارش سنگین برف در طول زمستان برخوردارند. قله کوه اتنا معمولاً از اکتبر تا مه پوشیده از برف است.
در تابستان، شیروکو - بادی که از صحرای بزرگ آفریقا می‌وزد – قابل حس است. بارندگی کمیاب است و در برخی استان‌ها ممکن است بحران آبی رخ دهد.
ایستگاه هواشناسی منطقه سیسیل در ۱۰ اوت ۱۹۹۹ دمای حداکثر غیررسمی ۴۸٫۵ درجه سانتیگراد (۱۱۹ درجه فارنهایت) را ثبت کرد. در ۱۱ اوت ۲۰۲۱، رکورد جدید بالاترین دما برای اروپا با ۴۸٫۸ درجه سانتیگراد (۱۱۹٫۸ درجه فارنهایت) در نزدیکی شهر سیراکوز ثبت شد. میزان بارندگی کل بسیار متغیر است و به‌طور کلی با افزایش ارتفاع افزایش می‌یابد. به‌طور کلی، سواحل جنوبی و جنوب شرقی کمترین میزان بارندگی را دارند (کمتر از ۵۰ سانتی‌متر) و ارتفاعات شمالی و شمال شرقی بیشترین بارندگی را (بیش از ۱۰۰ سانتی‌متر) تجربه می‌کنند.

## جمعیت‌شناسی
حدود پنج میلیون نفر در سیسیل زندگی می‌کنند که آن را به چهارمین منطقه پرجمعیت ایتالیا تبدیل می‌کند.
در اولین قرن پس از وحدت ایتالیا، سیسیل به دلیل مهاجرت میلیون‌ها نفر به شمال ایتالیا، سایر کشورهای اروپایی، آمریکای شمالی، آمریکای جنوبی و استرالیا، یکی از بالاترین نرخ‌های مهاجرت خالص منفی را در بین مناطق ایتالیا داشت. مشابه جنوب ایتالیا و ساردینیا، مهاجرت به این جزیره در مقایسه با سایر مناطق ایتالیا بسیار کم است، زیرا به دلیل فرصت‌های بهتر اشتغال و صنعت، کارگران تمایل دارند به مناطق دیگر در شمال ایتالیا بروند.
طبق آمار ISTAT از سال ۲۰۱۷، از مجموع ۵٬۰۲۹٬۶۱۵ نفر جمعیت سیسیل، حدود ۱۷۵٬۰۰۰ نفر از مهاجران هستند. رومانیایی‌ها با بیش از ۵۰ هزار نفر، بیشترین مهاجران را تشکیل می‌دهند، پس از آن تونسی‌ها، مراکشی‌ها، سریلانکایی‌ها، آلبانیایی‌ها و سایرین، عمدتاً از اروپای شرقی قرار دارند. مانند سایر نقاط ایتالیا، زبان رسمی ایتالیایی و دین اصلی کاتولیک رومی است.

### مهاجرت بزرگ
مهاجرت سیسیلی‌ها اندکی پس از اتحاد ایتالیا آغاز شد و از آن زمان تاکنون متوقف نشده است. پس از اتحاد ایتالیا، سیسیل، همراه با کل شبه‌جزیره ایتالیا یک جریان قوی مهاجرت اقتصادی به خارج از کشور را تجربه کرد. بیشتر دارایی‌های بانک ملی سابق پادشاهی دو سیسیل (Banco delle Due Sicilie) به پیمونت منتقل شد. در طول دهه‌های نخست Risorgimento [جنبش اتحاد ایتالیا]، در نتیجه مالیات‌های بالای وضع‌شده توسط دولت مرکزی، بسیاری از کارخانه‌های جنوب ایتالیا از بین رفتند.
عوامل مذکور، همراه با یک اصلاحات ارضی ناموفق، منجر به موجی بی‌سابقه از مهاجرت سیسیلی‌ها شد. اولین مقصد ایالات متحده بین دهه ۱۸۸۰ و ۱۹۲۰ بود و پس از آن شمال ایتالیا، و از دهه ۱۹۶۰ به بعد کشورهایی مثل بلژیک، فرانسه، آلمان، سوئیس، و همچنین استرالیا و آمریکای جنوبی نیز به این فهرست اضافه شدند.
امروزه، سیسیل، منطقه ایتالیا با بیشترین تعداد مهاجر است: تا سال ۲۰۱۷، ۷۵۰٬۰۰۰ سیسیلی، ۱۴٫۴ درصد از جمعیت جزیره، در خارج از کشور زندگی می‌کردند. به دلیل فقدان اشتغال، هر ساله بسیاری از سیسیلی‌ها، به ویژه دانش‌آموختگان جوان، جزیره را برای یافتن شغل در خارج از کشور ترک می‌کنند. امروزه، تخمین زده می‌شود که ۱۰ میلیون نفر با ریشه سیسیلی در سراسر جهان زندگی می‌کنند.

## اقتصاد
محصولات کشاورزی این منطقه عبارت‌اند از گندم و حبوبات. در سواحل سیسیل به روش فن آبرسانی موفق به تولید و توسعه محصولاتی مانند لیمو - زیتون - شراب - بادام و پنبه شده‌اند.
علی‌رغم اصلاحاتی که دولت به مرحله اجرا درآورده است، هنوز زمینداران بزرگ روند سیاسی - اقتصادی کل جامعه را در دست داشته و از بهبود وضع اقتصادی کشاورزان و دهقانان جلوگیری می‌کنند.
در نتیجه، تولیدات کشاورزی نسبت به امکانات طبیعی منطقه به مراتب کمتر است. تدابیر صنعتی نیز نتوانسته است از مهاجرت مردم به شمال ایتالیا و سایر کشورها جلوگیری نماید.

## سیاست و مافیا
مافیا سازمانی است که به مثابه قدرتی علیه نظام حکومتی، موجودیت خود را اعلام نموده است.
این سازمان فقط در دوران موسولینی به‌طور موقت سرکوب گردید. پس از ورود نیروهای متفقین به جزیره سیسیل در سال ۱۹۴۳، جنگ سختی درگرفت. برای مقابله با گرایش‌های جدایی طلبانه، در سال ۱۹۴۶ این جزیره به استقلال فرهنگی و اقتصادی رسید.
علی‌رغم سرمایه‌گذاری‌های متعدد در زمینه‌های مختلف هنوز جزیره سیسیل به دلیل اعمال قدرت مافیا، رشوه‌خواری و کاغذبازی، به توسعه و موفقیت نسبی دست نیافته است.

## نگارخانه

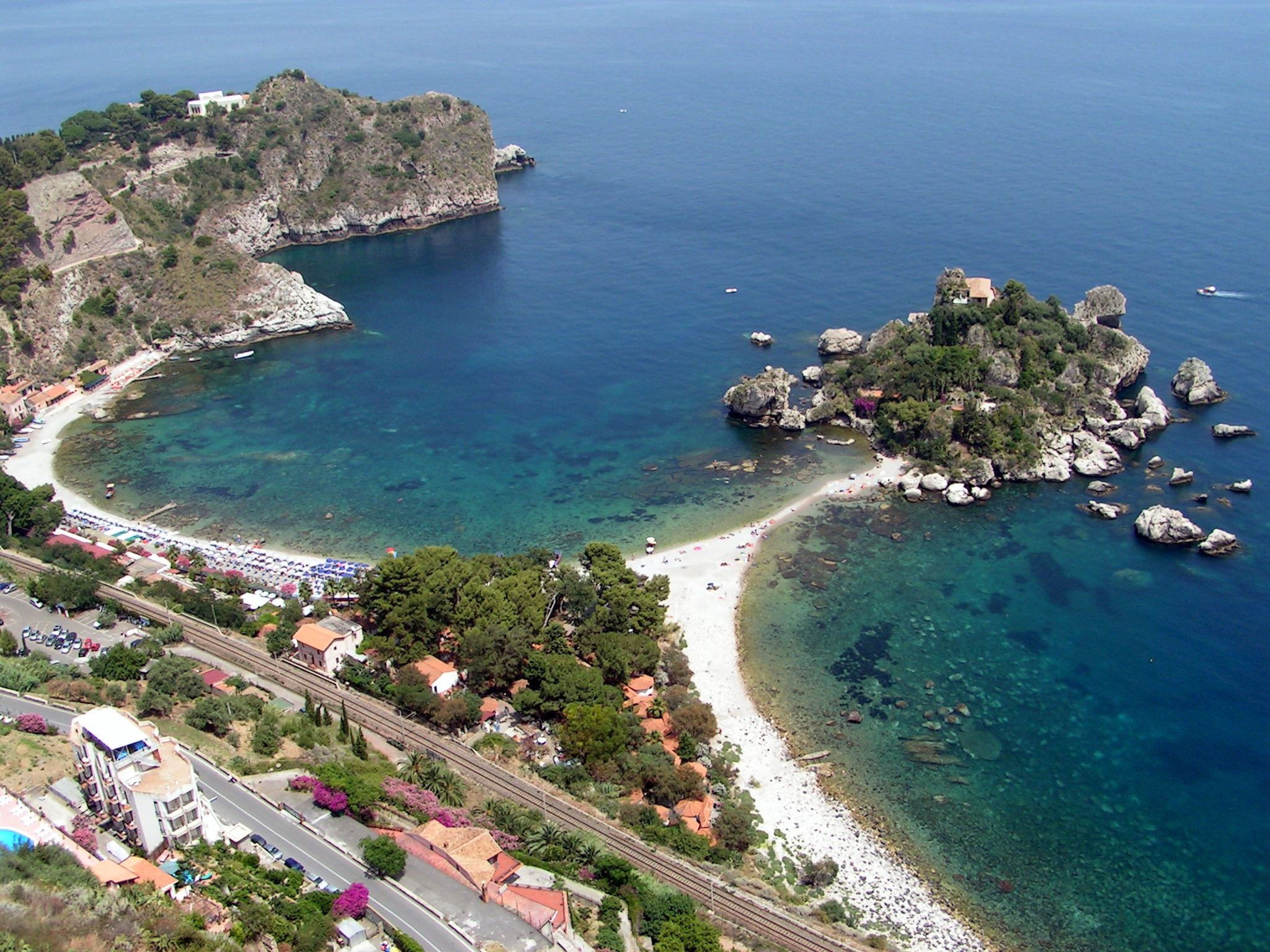
تائورمینا
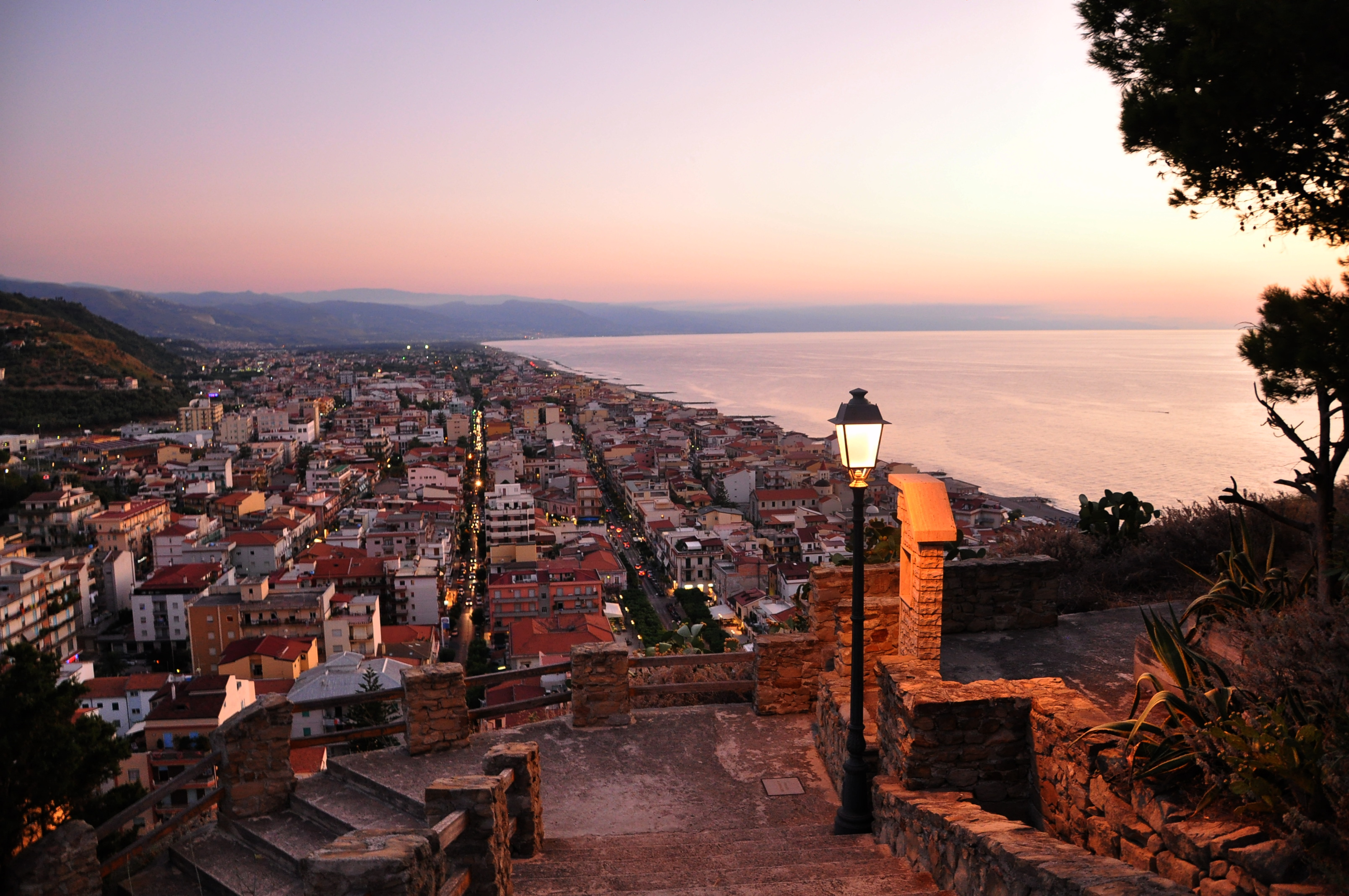
کاپو د اورلاندو
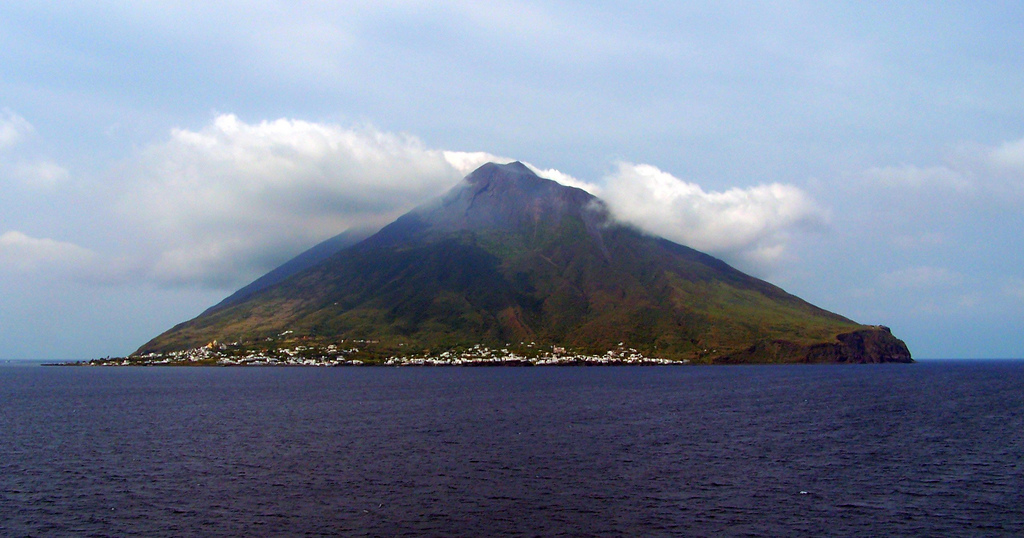
استرومبولی
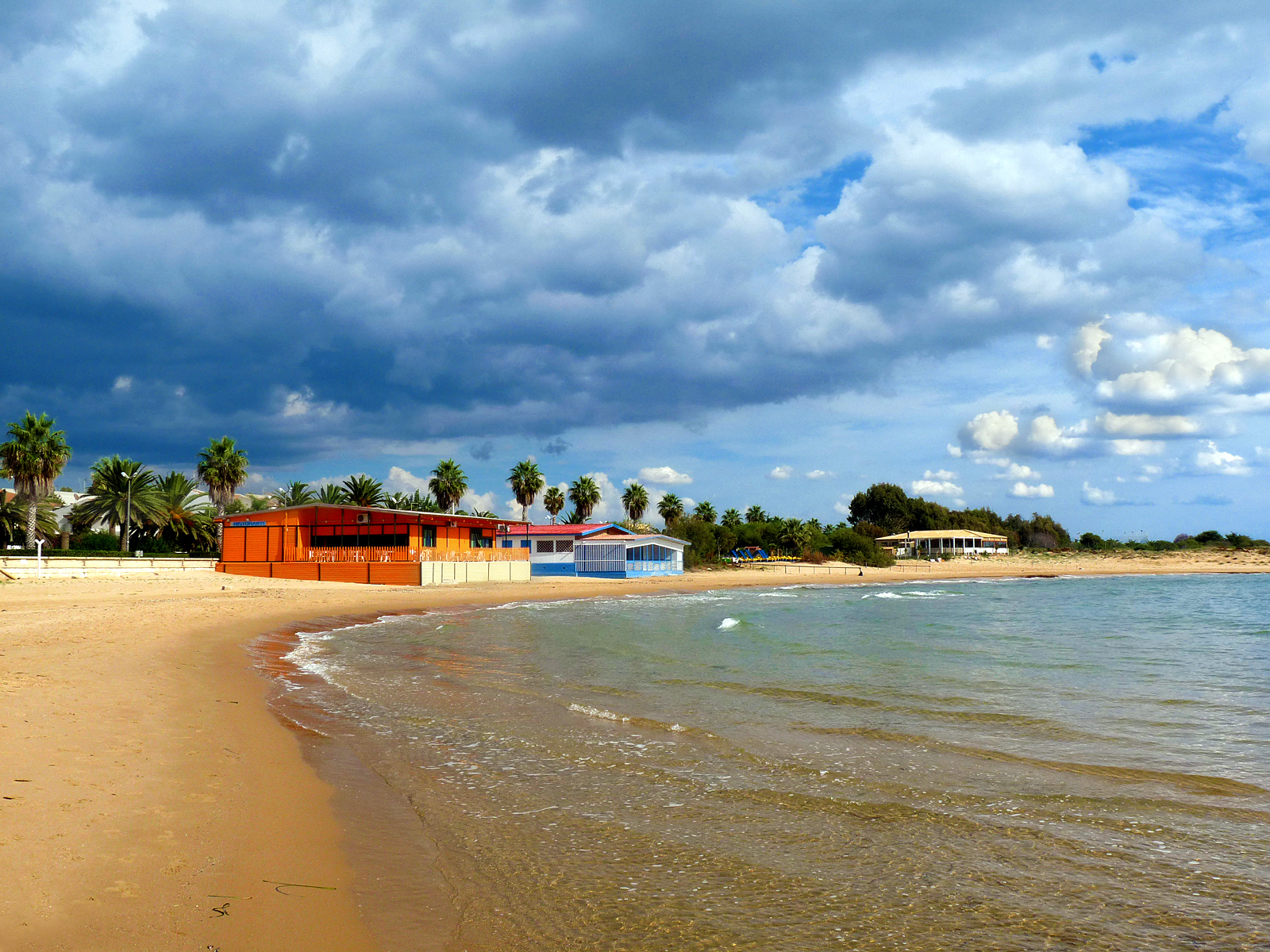
Marina di Ragusa
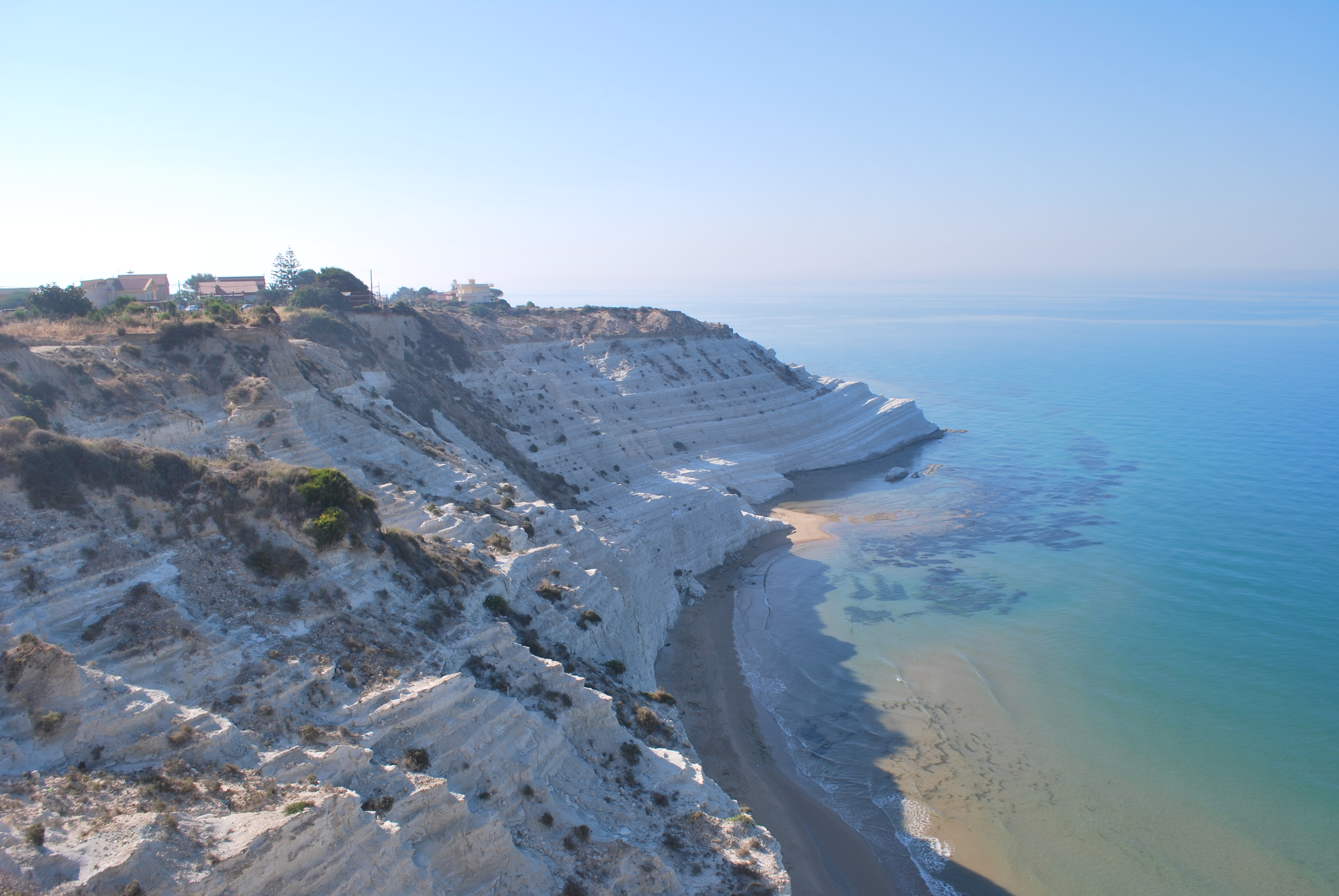
Scala dei Turchi
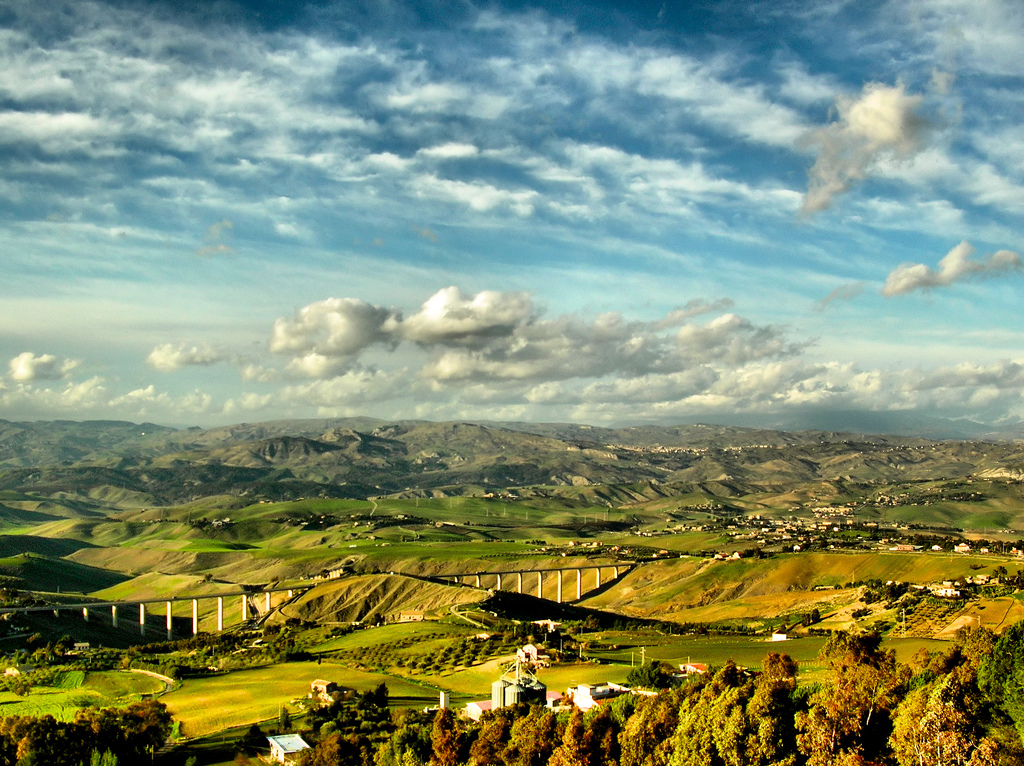
The hilly countryside around کالتانیستا، in central Sicily
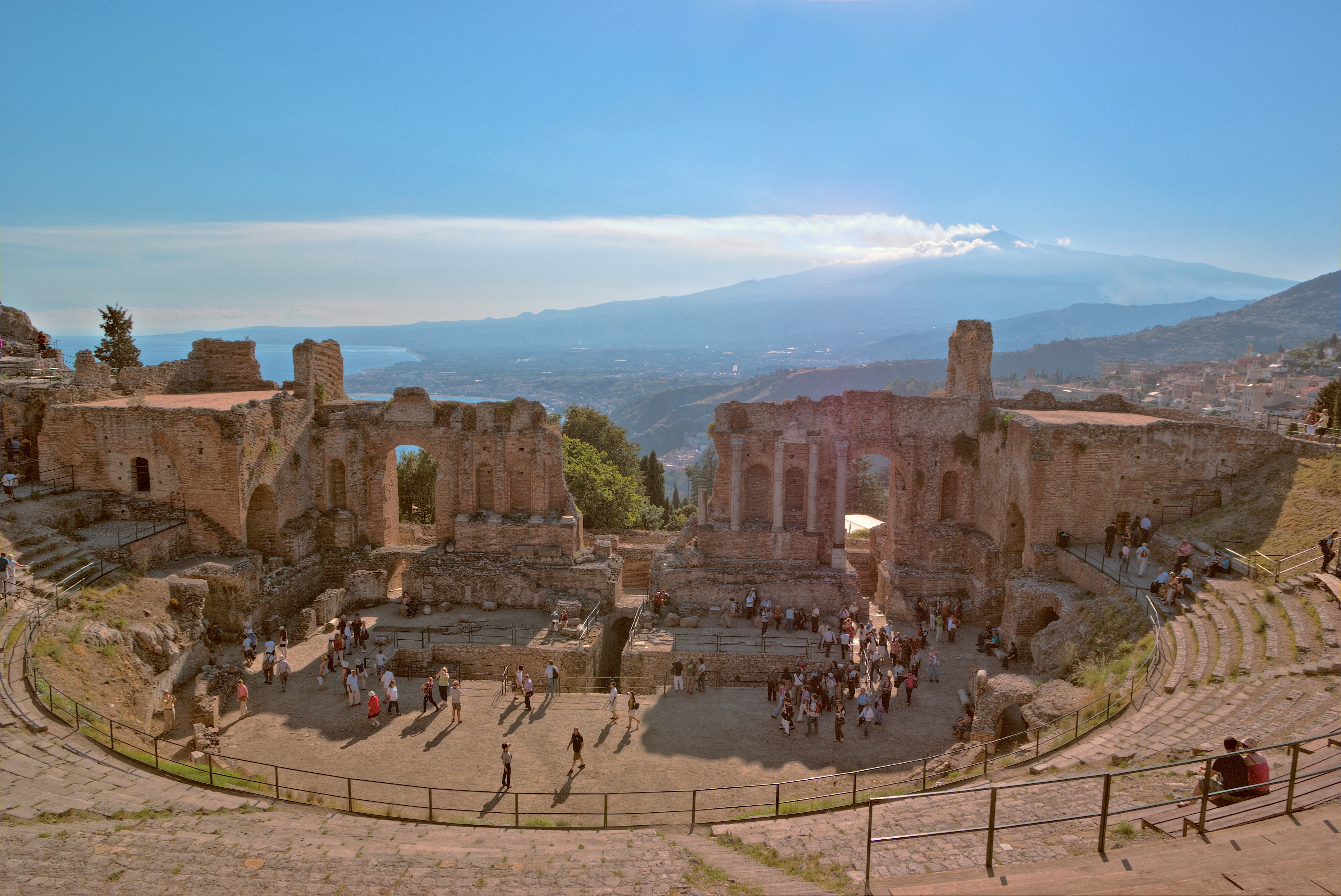
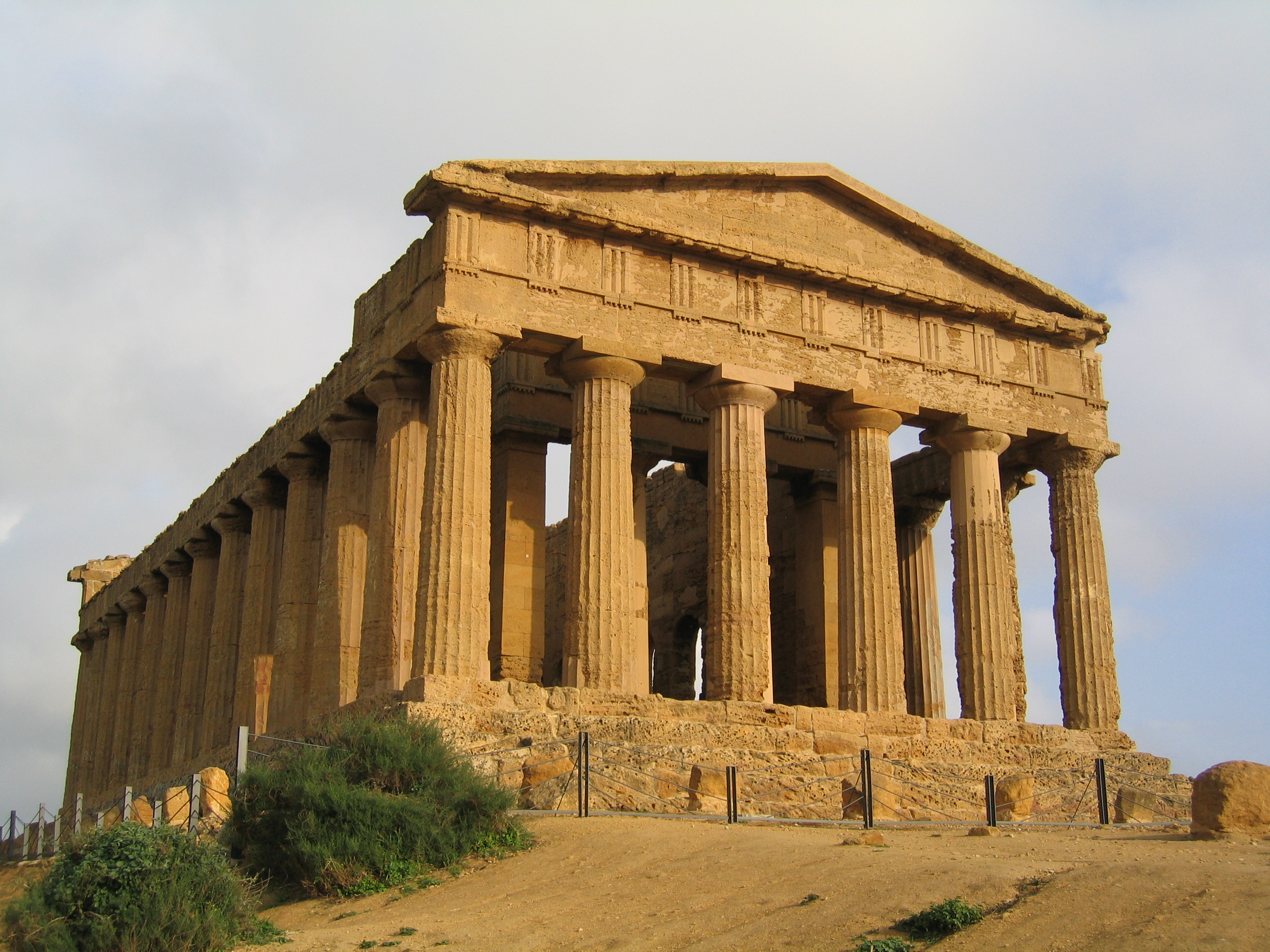
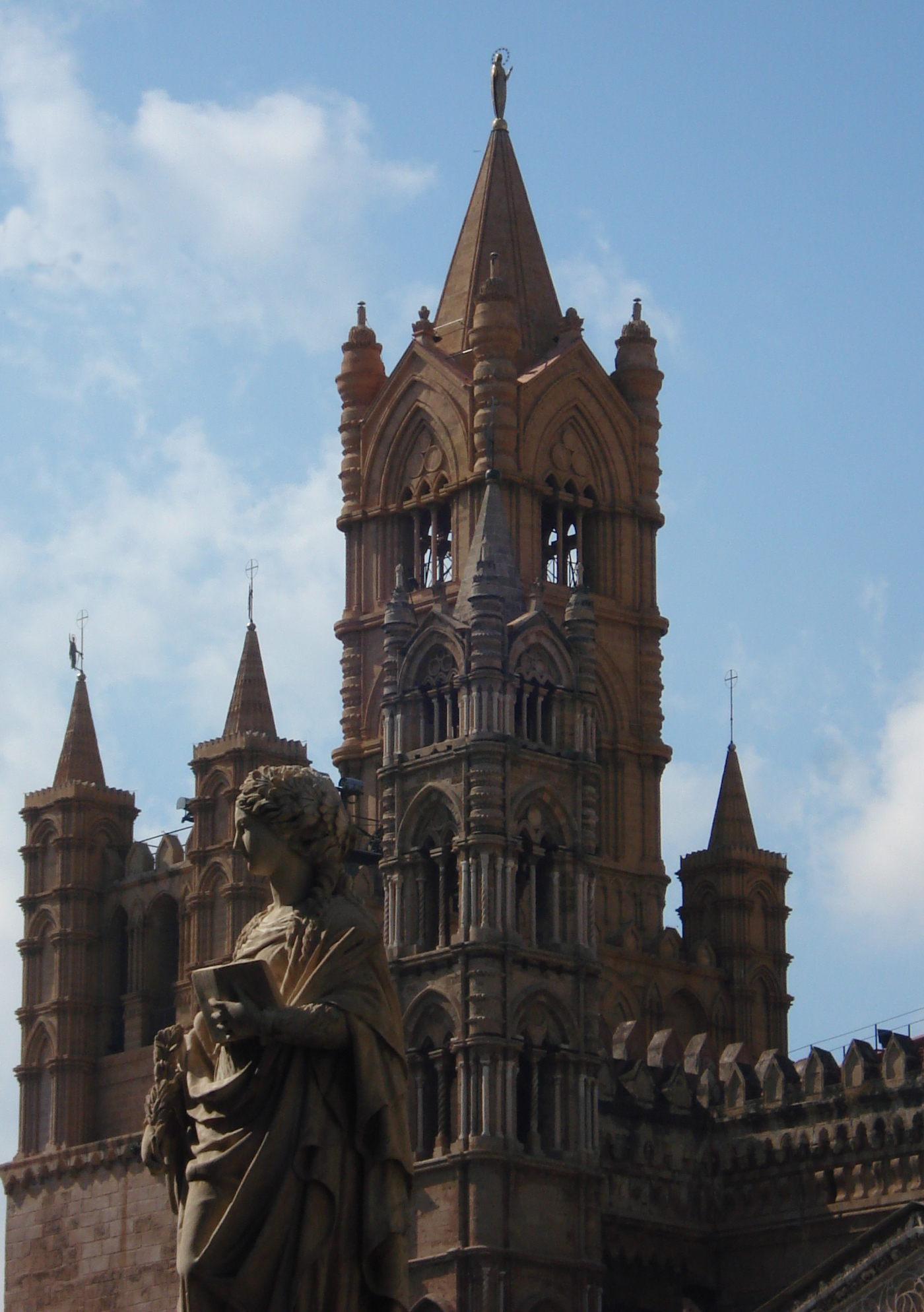
کلیسای جامع پالرمو
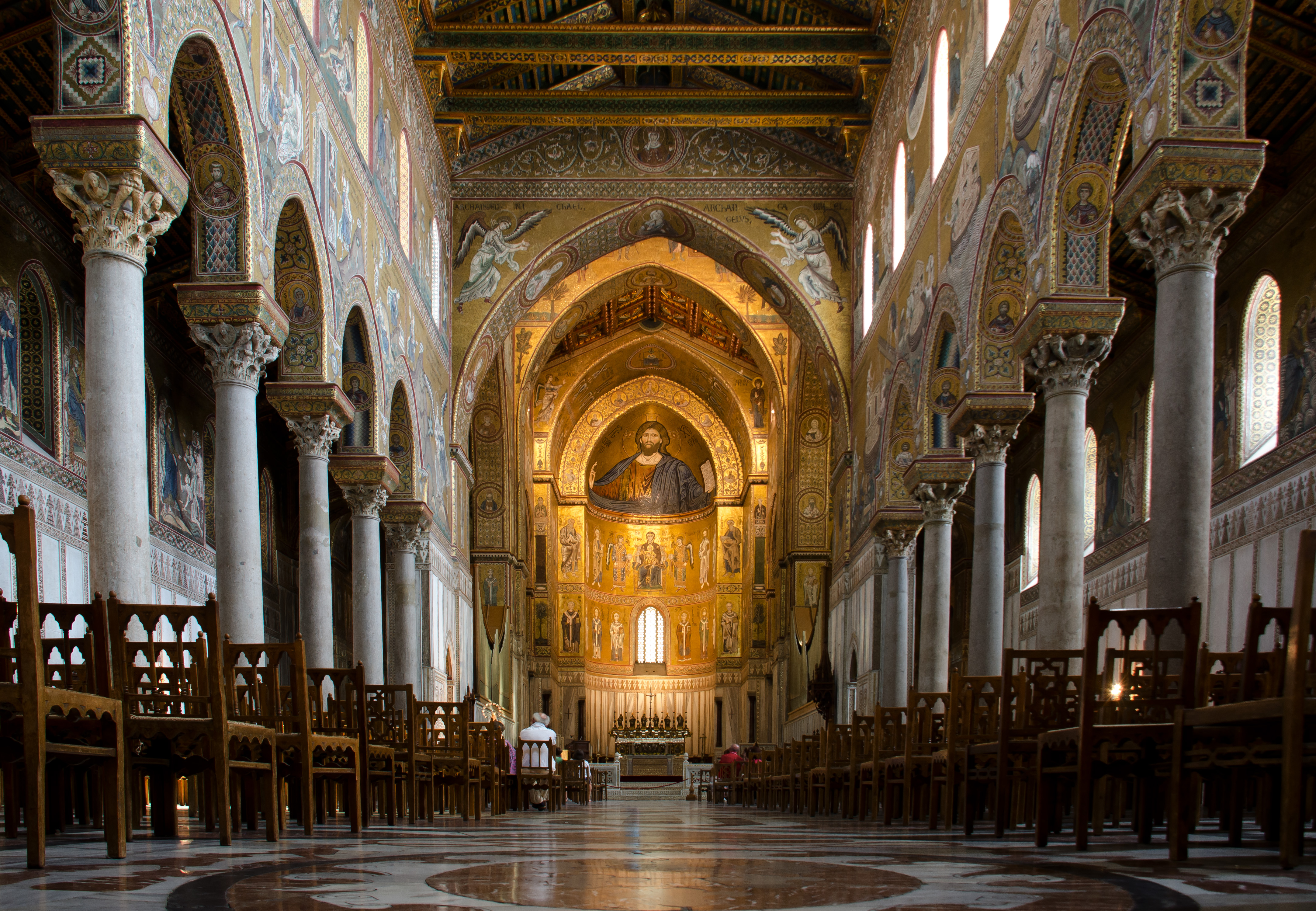
کلیسای جامع مونرئاله